# Orust Tjörn Tidningen
Orust Tjörn Tidningen var en dagstidning från 3 januari 2012 till 29 december 2015. Tidningens fullständiga titel var OT  Orust Tjörn Tidningen.

## Redaktion
Redaktionsort för tidningen var Lysekil.  Politisk tendens hos tidningen var politiskt oberoende. Tidningen kom ut tre dagar i veckan tisdag, onsdag och fredag. 2015 blev den tvådagars tisdag och fredag. Periodisk bilaga  var Veckans TV onsdagar eller tisdagar. Tidningens föregångare hette Stenungsundsposten.
| Period                 | Ansvarig utgivare   | Period                  | Redaktör          |
| 2012-01-03--2012-03-30 | Möller, Malin       | 2012-01-03--2012-12-07  | Andersson, Thomas |
| 2012-04-03--2012-11-06 | Berndtsson, Gabriel | 2012-01-03--2012-12-07  | Andersson, Thomas |
| 2012-11-07--2015-12-29 | Lundstedt, Sven     | 2012-12-11-- 2015-12-29 | Erika Olofsson    |

## Tryckning
Tidningens förlag  var Lysekils nya tryckeri aktiebolag  i Lysekil. Tryckeriet hette Lysekils nya tryckeri aktiebolag i Lysekil. Tidningen trycktes bara i svart. Satsytan var stor 54x37 cm och antalet sidor varierade från 8 till 16 sidor. Priset var 2012 till 2014 990 kronor. och sänktes till 790 kronor 2015. Upplagan  var omkring 1500 exemplar Annonsomfattningen mättes 2015 och var då 41,6 %.

## Efter tidningens nedläggning
Ortstidningar Väst, som 2015 ägde gratistidningen ST-tidningen och Lokaltidningen Stenungsund Tjörn Orust tog 2015 över Orust Tjörn tidningens lokalredaktion i Henån vid årsskiftet 2015 och även lokalredaktören Erika Olofsson. Man vill ta över Orust Tjörntidningens prenumeranter och förmedla lokala nyheter från Orust och Tjörn.